# Ume älv
Ume älv eller Umeälven er en omkring 450 km lang flod i det nordlige i Sverige. Den har sit udspring ved Overuman ved grænsen til Rana kommune i Norge, i det sydvestlige Lappland, Storuman kommune. Den løber ud i havet ved Umeå. Floden passerer søen Storuman. Den største biflod er Vindelälven. I modsætning til Vindelälven er Ume älv næsten i sin helhed udbygget til kraftproduktion. Det største vandkraftværk er Stornorrfors.
Andre bifloder  (medstrøms):
- Jovattsån
- Tärnaån
- Gejmån
- Kirjesån
- Juktån
- Ramsån